# 浮島村 (静岡県)
浮島村（うきしまむら）は静岡県の東部、駿東郡に属していた村である。現在の沼津市と富士市にまたがって所在していた。

## 地理
- 山：愛鷹山

## 歴史

### 村名の由来
村の南西に浮島沼があったことから。

### 沿革
- 1889年（明治22年）4月1日 - 町村制の施行により、根古屋村、井出村、平沼村、石川村、船津村、西船津村、境村が合併して発足。
- 1955年（昭和30年）4月29日 - 原町と合併し、改めて原町が発足。同日浮島村廃止。
- 1956年（昭和31年）4月1日 - 原町の一部（境・船津・西船津）が吉原市に編入。